# 多俾亚与天使 (萨沃尔多)
《多俾亚与天使》（義大利語：Tobiolo e l'angelo）是意大利文艺复兴画家乔瓦尼·吉罗拉莫·萨沃尔多创作的一幅布面油画，绘于1527年。1910 年起藏于罗马的博尔盖塞美术馆。美术馆馆长朱利奥·坎塔拉梅萨在蒂沃利的一座私人住宅中，看到了这幅作品，并纠正了归属为提香作品的错误。   它挂在 奥罗拉厅（Sala dell Aurora)中。 